# Aeropuerto Internacional Cesária Évora
El Aeropuerto Internacional Cesária Évora (en portugués Aeroporto Internacional Cesária Évora) (IATA: VXE, OACI: GVSV) es el cuarto aeropuerto con más movimientos de Cabo Verde y está ubicado en la isla de São Vicente, ubicado a 5 km del centro de Mindelo y da servicio a toda la isla y a la Isla de Santo Antão. Se encuentra a una altitud de 20 metros sobre el nivel del mar (66 pies), en la zona de valle de la isla y al norte de la población de São Pedro. El prefijo del código IATA representa el segundo nombre de la siguiente manera: São V(X)icente, la X es utilizada para letras que están fuera de uso y que poseen otros aeropuertos del mundo. Las dos últimas letras del código ICAO son São Vicente. El aeropuerto fue inaugurado en 1960. Clase C.
Desde el 24 de julio de 2023 este aeropuerto junto con otros de Cabo Verde, están gestionados por Vinci Airports con una concesión de 40 años y será responsable del financiamiento, administración, operación, mantenimiento, ampliación y modernización de estos aeropuertos; el anterior gestor era la empresa estatal caboverdiana ASA Aeroportos e Segurança Aérea que continuará prestando los servicios de navegación aérea.

## Ampliación
El 31 de mayo de 2005 comenzaron los trabajos de ampliación para convertirlo en un aeropuerto internacional. Hay un plan intermedio, con la construcción de una nueva terminal de 11.000 m²; esta terminal tendría capacidad para atender a quinientos pasajeros cada hora. Estos trabajos han finalizado, la pista que era de 1975 metros de largo y 45 metros de ancho, quedó iluminada y con 2000 metros de longitud. Sus principales operadores son Binter Cabo Verde y Cabo Verde Airlines.

## Aerolíneas y destinos
| Ciudades por países | Nombre del aeropuerto                   | Aerolíneas                       | Aeronaves  | Frecuencias semanales |        |
| África              | África                                  | África                           | África     | África                | África |
| ------------------- | --------------------------------------- | -------------------------------- | ---------- | --------------------- | ------ |
| Cabo Verde          |                                         |                                  |            |                       |        |
| Praia               | Aeropuerto Internacional Nelson Mandela | Cabo Verde Airlines              | ATR 72-500 |                       |        |
| Isla de Sal         | Aeropuerto Internacional Amílcar Cabral | Cabo Verde Airlines              | ATR 72-500 |                       |        |
| Isla de São Nicolau | Aeródromo de Preguiça                   | Cabo Verde Airlines              |            |                       |        |
| Europa              |                                         |                                  |            |                       |        |
| Países Bajos        |                                         |                                  |            |                       |        |
| Ámsterdam           | Aeropuerto de Ámsterdam-Schiphol        | TUI Airlines Nederland           | B7x7       |                       |        |
| Portugal            |                                         |                                  |            |                       |        |
| Lisboa              | Aeropuerto de Lisboa                    | Cabo Verde Airlines TAP Portugal | A3xx       |                       |        |
| Luxemburgo          |                                         |                                  |            |                       |        |
| Luxemburgo          | Aeropuerto de Luxemburgo Findel         | Luxair                           | B7x7       |                       |        |

Actualizado a marzo de 2017

## Estadísticas
Ver fuente y consulta Wikidata.